# Menaion

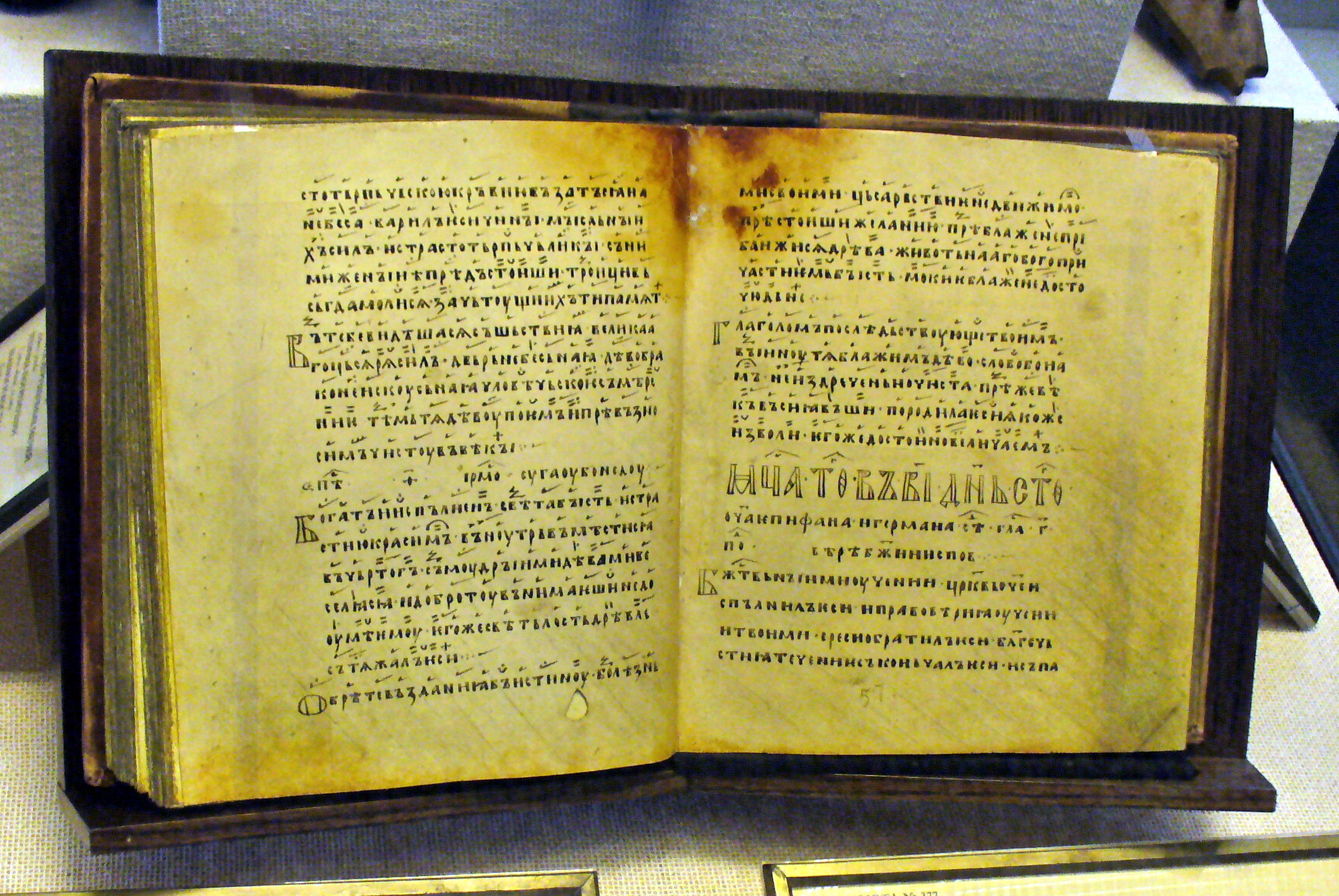
Un Menaion en slavon d'église, XIIe siècle, Novgorod.

Le Menaion du grec ancien : Μηναῖον, slavon d'église : Минеѧ, Minéya, « mensuel ») est le rituel, ou ouvrage liturgique, utilisé par les Églises d'Orient — Églises orthodoxes et Églises catholiques de rite byzantin — pour les célébrations fixes du calendrier, c'est-à-dire celles qui ne dépendant pas de la date de Pâques, .
Le Menaion est le recueil le plus large des propres du rite byzantin et utilisé pour presque tous les services quotidiens.

## Éditions
Le Menaion complet comporte douze volumes, un pour chaque mois ; le premier volume est celui de septembre, début du calendrier liturgique orthodoxe.
Le Menaion festif en est une version abrégée qui contient la liturgie des grandes fêtes fixes ainsi que, parfois, la célébration des principaux saints.
Le Menaion général contient le rituel de chaque type de célébration (apôtre, martyr, etc.) avec un espace blanc pour indiquer le nom du saint qui est célébré. Cet ouvrage fut créé avant l'invention de l'imprimerie, alors qu'il était impossible de pourvoir chaque église d'une copie manuscrite de l'énorme volume du Menaion. Il est encore utilisé pour les saints locaux qui n'ont pas de rituel dédié, par les missions et dans les paroisses qui n'ont pas les moyens d'acquérir le Menaion complet.
Il existe des appendices au Menaion pour les saints locaux (par exemple pour tous les saints de la Laure des Grottes de Kiev), pour les nouveaux saints ou pour les icônes de culte local.

## Classification des fêtes du ménée
Note : toute caractéristique évoquée pour un office est aussi possédée par les offices supérieurs de la classification
- Fêtes despotiques (ou du Seigneur) : grand prokiménon aux vêpres (avant ou après la fête), antiennes et isodikon à la liturgie, préséance absolue sur tout autre office en cas de coïncidence
- Fêtes de la Mère de Dieu : refrains à la neuvième ode du canon au lieu du Magnificat, mégalynaire remplaçant l'hymne à la Mère de Dieu « Il est digne en vérité» à la liturgie
- Fêtes de grands saints, avec vigiles (saints Pierre et Paul, saint Nicolas de Myre en Lycie, saint Jean Chrysostome...) :  litie et artoclasie
- Fêtes  avec polyéléos (saint George le mégalomartyr, quarante saints martyrs de Sébaste...) : stichologie dominicale aux vêpres, lectures de parémies, évangile aux matines
- Fêtes avec Grande Doxologie (fêtes des icônes de la Mère de Dieu...) : chant de stichères aux laudes, chant de la grande doxologie des matines
- Fêtes avec six stichères au Lucernaire
- Fêtes avec trois stichères au Lucernaire

## Calendrier
Depuis 1921, deux calendriers sont utilisés dans la communauté orthodoxe : le calendrier julien et le Calendrier julien révisé qui aligne les fêtes fixes sur le calendrier grégorien.
Actuellement, le calendrier julien est en retard de treize jours sur le calendrier grégorien, si bien que les églises orthodoxes qui respectent le calendrier julien fêtent Noël le 7 janvier du calendrier commun. Toutes les églises orthodoxes continuent, toutefois, d'utiliser le calendrier julien pour Pâques et les fêtes mobiles associées. Il s'ensuit des décalages variables et parfois des bizarreries lorsque certaines commémorations sont fixées à la fois sur une fête mobile et sur une fête fixe.

## Icônes

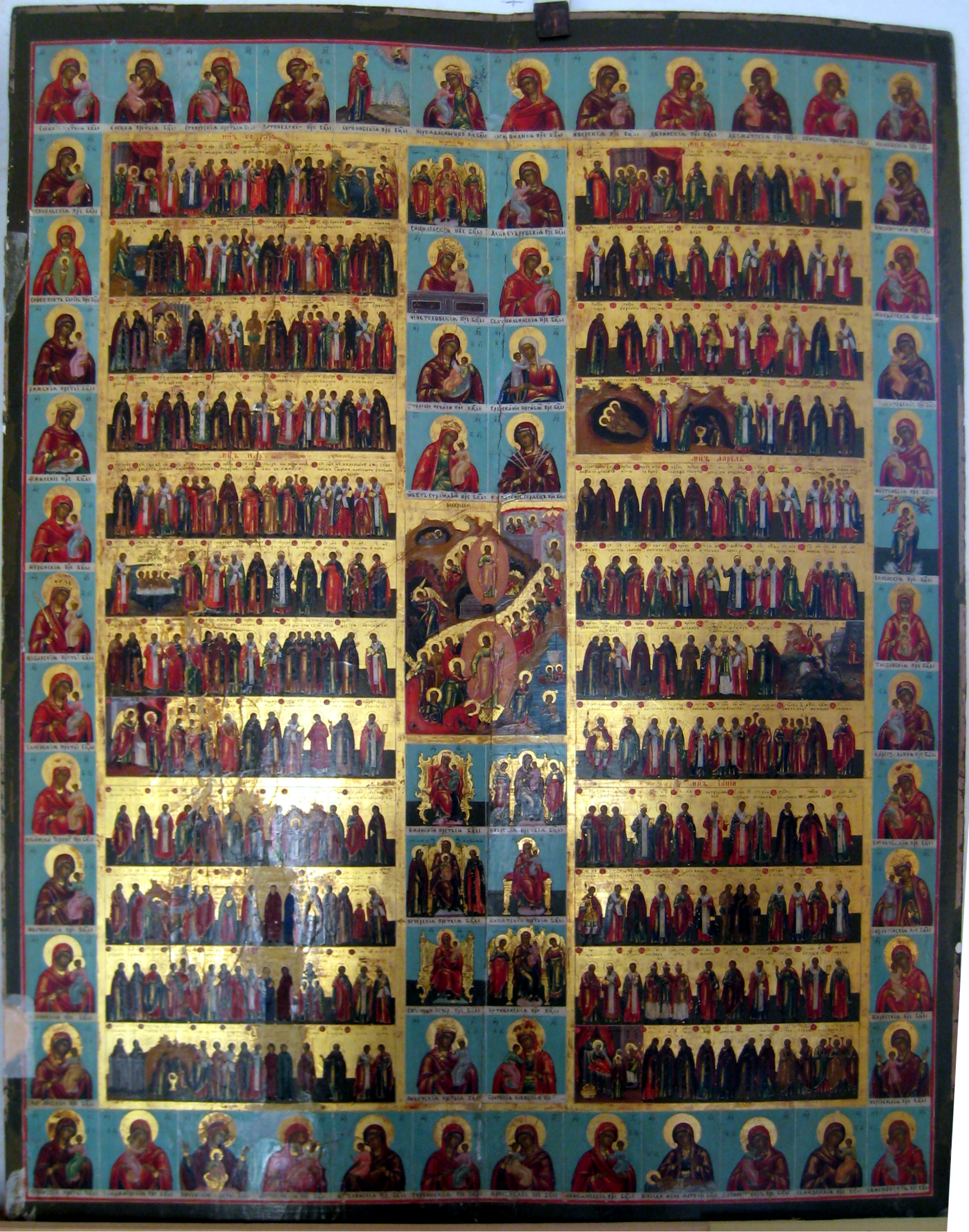
Icône russe avec menaion (ménologe) (минея).

Le terme Menaion s'applique aussi à une icône ménologe représentant tous les saints dont la fête tombe un mois donné. On trouve dans certaines églises douze icônes, ou menaions de ce type ou même une seule grande icône rassemblant tous les saints fêtés au cours de l'année.